# أليكس شارب (مغنية)
أليكس شارب (بالإنجليزية: Alexandria Sharpe) هي مغنية أيرلندية، ولدت في 4 مايو 1972 في جمهورية أيرلندا.

## وصلات خارجية
- أليكس شارب على موقع IMDb (الإنجليزية)
- أليكس شارب على موقع ميوزك برينز (الإنجليزية)
- أليكس شارب على موقع أول ميوزيك (الإنجليزية)
- أليكس شارب على موقع ديسكوغز (الإنجليزية)